# Adrián Lionel Cano
Adrián Lionel Cano Fernández (Córdoba, Argentina, 7 de agosto de 1971). Es un exfutbolista argentino que jugaba en la posición de  delantero.

## Clubes
| Club                            | País                | Año         | Partidos | Goles | Media |
| ------------------------------- | ------------------- | ----------- | -------- | ----- | ----- |
| Deportivo Mandiyú               | Argentina           | 1991 - 1996 | 113      | 37    | 0.33  |
| Real Sociedad de Zacatecas      | México              | 1997 - 1998 | 30       | 6     | 0.2   |
| Saltillo Soccer                 | México              | 1999        | 14       | 1     | 0.07  |
| Querétaro Fútbol Club           | México              | 1999        | 16       | 4     | 0.25  |
| Atlético Yucatán                | México              | 2000        | 21       | 3     | 0.14  |
| Real San Luis                   | México              | 2000        | 15       | 1     | 0.07  |
| Alacranes de Durango            | México              | 2001 - 2004 | 97       | 27    | 0.28  |
| Correcaminos de la UAT (Cedido) | México              | 2003 - 2004 | 25       | 3     | 0.12  |
| Alacranes de Durango            | México              | 2004 - 2007 | 9        | 1     | 0.11  |
| Total en su carrera             | Total en su carrera | 1991 - 2007 | 340      | 83    | 0.24  |